# Sycorax australis
Sycorax australis är en tvåvingeart som beskrevs av Duckhouse 1965. Sycorax australis ingår i släktet Sycorax och familjen fjärilsmyggor. Inga underarter finns listade i Catalogue of Life.